# Lanové dráhy v Karlových Varech

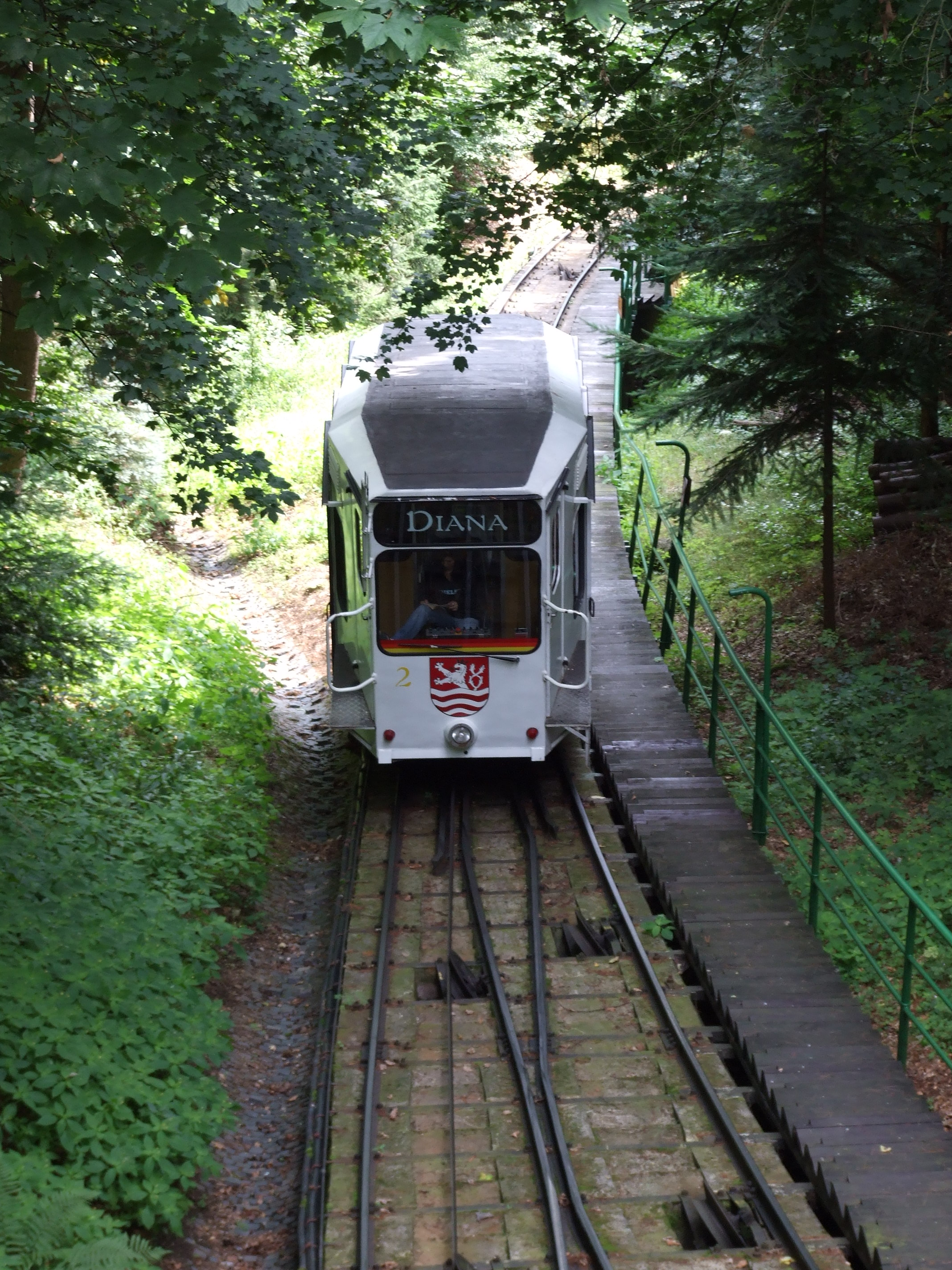
Vůz lanové dráhy na Dianu u mezistanice Jelení skok

Pozemní lanové dráhy v Karlových Varech byly budovány v prvních dvou desetiletích 20. století . Ze čtyř budovaných drah byly tři dokončeny, z toho dvě slouží dosud. Všechny byly od počátku budovány s elektrickým pohonem, o rozchodu kolejí 1000 mm, jednokolejné s výhybnou uprostřed.
- Podzemní lanová dráha Divadelní náměstí – Imperial, budována 1905–1907, původně soukromá, nyní městská. Jako jediná je plně zaintegrována do městské hromadné dopravy.
- Lanová dráha Slovenská (Mariánskolázeňská) – Imperial, zprovozněna 1912, původně soukromá, po druhé světové válce městská, provoz ukončen 1959
- Lanová dráha na Dianu, budována 1911–1912, městská, s turisticko-rekreačním účelem, není součástí MHD.
- Nedostavěná dráha na Tři kříže, schválena 1908, budována 1913–1914 městem jako lanová nebo ozubnicová dráha, nikdy nebyla zprovozněna ani dokončena, v roce 2007 město uvažuje o dobudování lanovky

V Karlových Varech kromě pozemních lanovek sloužil ještě veřejný rychlovýtah z Lázeňské ulice (nedaleko Tržní kolonády) na Zámecký vrch. Výtah v novoklasicistním stylu byl zprovozněn 25. června 1911, náklady na jeho stavbu činily 12 615 korun. Postavil jej společně s Kolonádou Zámeckého pramene architekt Friedrich Ohmann. V letech 1961, kdy byl zrekonstruován, až 1975 jej provozoval Dopravní podnik města Karlových Var (v roce 1970 úprava názvu na Dopravní podnik města Karlovy Vary), poté jej převzal národní podnik ČSAD Plzeň, dopravní závod Karlovy Vary. Jeho provoz byl ukončen ve druhé polovině 70. let. V letech 2006 a 2007 byl výtah včetně obou stanic za částku 11 977 665 Kč kompletně zmodernizován a znovuzprovozněn, zhotovitelem byla firma BAU-STAV.